# 大學點 (佛羅里達州)
大學點（英語：College Point）是位於美國佛羅里達州貝縣的一個非建制地區。該地的面積和人口皆未知。

## 地理
大學點的座標為30°15′07″N 85°36′54″W / 30.25194°N 85.61500°W，而該地的平均海拔高度為4米（即13英尺）。